# MKS Kluczbork
Der MKS Kluczbork ist ein polnischer Fußballverein aus Kluczbork in der Woiwodschaft Opole. Zurzeit spielt der Verein in der 3. Liga, der vierthöchsten Spielklasse in Polen.

## Geschichte
Der MKS Kluczbork entstand im Jahr 2003 durch die Fusion der Vereine KKS Kluczbork und LZS Kuniów. Der Verein startete in der 4. Liga, der fünfthöchsten Liga in Polen, und wurde in seiner ersten Saison Dritter hinter TOR Dobrzeń Wielki und Skalnik Gracze. Nach drei weiteren Jahren in der 4. Liga schaffte der Verein in der Saison 2006/07 den Aufstieg in die 3. Liga. Der Verein stieg daraufhin direkt in die 2. Liga auf und wurde dort Erster mit 67 Punkten, vor dem Favoriten Pogoń Stettin. Damit gelang dem Verein erstmals der Aufstieg in die 1. Liga. 
Dieser Erfolg war jedoch nur von kurzer Dauer, denn nachdem man 2009/10 noch im vorderen Mittelfeld gelandet war, stieg der Verein in der Saison 2010/11 wieder in die 2. Liga ab. Im Puchar Polski 2011/12 konnte man mit dem Erreichen des Achtelfinals einen der größten Vereinserfolge erzielen. Nach drei Jahren in der 2. Liga wurde der Verein Meister und stieg somit wieder in die 1. Liga auf. In der folgenden Saison wurde man Fünfzehnter, konnte jedoch aufgrund des Lizenzentzugs von Zawisza Bydgoszcz direkt die Klasse halten. In der Saison 2016/17 stieg der Verein als Letzter in die 2. Liga ab. Nach einem weiteren Abstieg tritt der MKS Kluczbork seit 2018 in der viertklassigen 3. Liga an.